# Província d'Ingavi

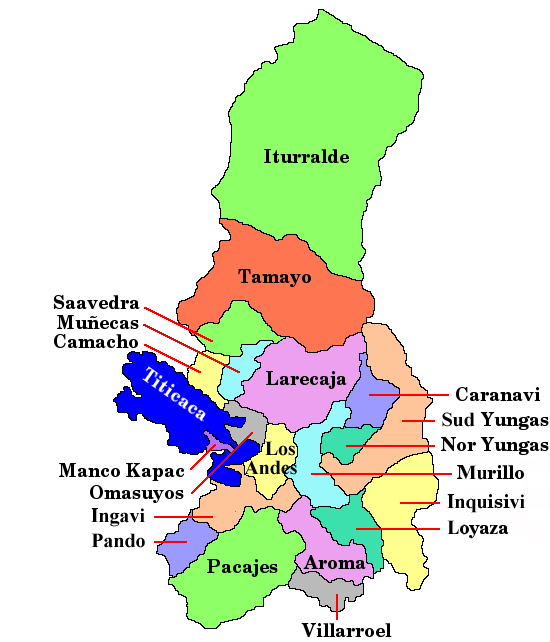
Les províncies del Departament de La Paz

La província d'Ingavi és una de les 20 províncies del Departament de La Paz a Bolívia. La seva capital és Viacha.